# Gens Caecilia
Die Gens Caecilia (deutsch Caecilier) war ein plebejisches Geschlecht (gens) im antiken Rom. Besonders gegen Ende der Republik zählte es zu den wichtigsten Familien Roms. Die männliche Namensform (Gentilname) lautete Caecilius, die weibliche Caecilia.

## Bedeutung
Der Gentilname wird vom Adjektiv caecus „blind“, „dunkel“ abgeleitet.

## Geschichte
Als Stammvater galt der Sage nach Caeculus, Bruder des von Herakles erschlagenen Riesen Cacus und Sohn des Gottes Vulcanus. Im Verlauf der Familiengeschichte errang vor allem der Zweig der Meteller Macht und Ansehen. So stellten die Caecilier gegen Ende der Republik mit Delmaticus und Pius zweimal das wichtige Amt des Pontifex Maximus („Oberpriester“). Während der Kaiserzeit spielte die Familie eine eher unbedeutende Rolle.

## Bekannte Mitglieder
- Aulus Caecilius Faustinus, römischer Konsul 99

- Lucius Caecilius Metellus Denter, Konsul 284 v. Chr.;
- Lucius Caecilius Metellus, Konsul 251 und 247 v. Chr., pontifex maximus seit 243 v. Chr.;
- Quintus Caecilius Metellus, Konsul 206 v. Chr.;
- Quintus Caecilius Metellus Macedonicus, Konsul 143 v. Chr., Zensor 131 v. Chr.;
- Lucius Caecilius Metellus Calvus, Konsul 142 v. Chr.;
- Quintus Caecilius Metellus Balearicus, Konsul 123 v. Chr., Zensor 120 v. Chr.;
- Lucius Caecilius Metellus Delmaticus, Konsul 119 v. Chr., pontifex maximus seit 115 v. Chr.;
- Lucius Caecilius Metellus Diadematus, Konsul 117 v. Chr.,;
- Marcus Caecilius Metellus, Konsul 115 v. Chr.;
- Gaius Caecilius Metellus Caprarius, Konsul 113 v. Chr., Zensor 102 v. Chr.;
- Quintus Caecilius Metellus Numidicus, Konsul 109 v. Chr., Zensor 102 v. Chr.;
- Quintus Caecilius Metellus Nepos, Konsul 98 v. Chr.;
- Quintus Caecilius Metellus Pius, Konsul 80 v. Chr.;
- Quintus Caecilius Metellus Creticus, Konsul 69 v. Chr.;
- Lucius Caecilius Metellus, Konsul 68 v. Chr.;
- Quintus Caecilius Metellus Celer, Konsul 60 v. Chr.;
- Quintus Caecilius Metellus Nepos, Konsul 57 v. Chr.;
- Quintus Caecilius Metellus Pius Scipio, Konsul 52 v. Chr.;
- Quintus Caecilius Metellus Creticus Silanus, Konsul 7 n. Chr.

- Gaius Caecilius Strabo († 117), römischer Suffektkonsul 105
- Marcus Caecilius Cornutus (Prätor), verübte als Stadtprätor 43 v. Chr. bei Octavians Marsch gegen Rom Selbstmord
- Lucius Caecilius Iucundus, Bankier in Pompeji
- Lucius Caecilius Optatus, römischer Offizier (Kaiserzeit)
- Sextus Caecilius Africanus, römischer Jurist

## Grabmal der Caecilia Metella
Das bekannteste Bauwerk im Zusammenhang mit der Familie ist das Grabmal der Caecilia Metella an der Via Appia Antica in Rom. Es wurde in der ersten Hälfte des 1. Jahrhunderts v. Chr. für Caecilia Metella Cretica erbaut, die Tochter des Generals Quintus Caecilius Metellus Creticus.